# Contea di Cherokee (Georgia)
La contea di Cherokee (in inglese Cherokee County) è una contea dello Stato USA della Georgia. Il nome deriva dalla tribù di nativi americani Cherokee. Al censimento del 2000 la popolazione era di 141 903 abitanti. Il capoluogo della contea è Canton.

## Geografia fisica
Lo United States Census Bureau certifica che l'estensione della contea è di 1124 km², di cui 1097 km² composti da terra e i rimanenti 27 km² composti di acqua. La maggior parte del territorio coperto dall'acqua è occupato dal Lago Allatoona nel sud-ovest della contea. Il lago è alimentato dai fiumi Etowah e Little River (corsi d'acqua primari della contea) e da altri larghi affluenti come il Noonday Creek.

## Infrastrutture e trasporti

### Strade
- Interstate 75
- Interstate 575
- State Route 5
- State Route 5 Business
- State Route 5 Connector
- State Route 20
- State Route 92
- State Route 108
- State Route 140
- State Route 369
- State Route 372

## Contee confinanti
- Contea di Pickens, Georgia - nord
- Contea di Dawson, Georgia - nord-est
- Contea di Forsyth, Georgia - est
- Contea di Fulton, Georgia - sud
- Contea di Cobb, Georgia - sud
- Contea di Bartow, Georgia - ovest
- Contea di Gordon, Georgia - nord-ovest

## Storia
La contea è stata costituita il 26 dicembre 1831.

## Maggiori città
- Ball Ground
- Canton
- Holly Springs
- Mountain Park
- Nelson
- Waleska
- Woodstock